# Lisle (Loir-et-Cher)
Lisle is een gemeente in het Franse departement Loir-et-Cher (regio Centre-Val de Loire) en telt 194 inwoners (1999). De plaats maakt deel uit van het arrondissement Vendôme.

## Geografie
De oppervlakte van Lisle bedraagt 6,6 km², de bevolkingsdichtheid is 29,4 inwoners per km².
De onderstaande kaart toont de ligging van Lisle (Loir-et-Cher) met de belangrijkste infrastructuur en aangrenzende gemeenten.

## Demografie
Onderstaande figuur toont het verloop van het inwonertal (bron: INSEE-tellingen).